# Дивовижна місіс Мейзел
«Дивовижна місис Мейзел» (англ. The Marvelous Mrs. Maisel) — американський комедійно-драматичний телесеріал Емі Шерман-Палладіно з Рейчел Броснахен про кар'єру американської домогосподарки 50-х у стендапі.
Шерман-Палладіно з чоловіком Денієлом —виконавчі продюсери серіалу. Пілотний епізод показали 17 березня 2017 року у весняній серії пілотів Amazon Video; серіал отримав позитивні критичні відгуки й замовлення одразу на два сезони 10 квітня того ж року. Перший сезон випущено 29 листопада 2017 року.

## Сюжет
Нью-Йорк, 1958 рік. Від здібної та освіченої Міріам «Мідж» Мейзел, що відмовилась від кар'єри й інвестує неабиякі зусилля, аби бути ідеальною єврейською дружиною, йде чоловік Джоел, заявивши про інтрижку на стороні, лишаючи її з двома дітьми. Мідж не отримує підтримки від батьків, які лише критикують її вибір супутника життя. Тоді Мідж іде в клуб, де раніше підтримувала Джоела в його невдалих спробах виступати зі стендапом (насправді він читав чужі жарти), і її щира й саркастична імпровізована промова про поточну ситуацію несподівано має шалений успіх. Так для Мідж починається нове життя в стендапі.

## В ролях

### Основний склад
- Рейчел Броснаген — Міріам «Мідж» Мейзел
- Майкл Зеген — Джоел Мейзел
- Алекс Борштейн — Сюзі Маєрсон
- Тоні Шалуб — Ейб Вайсман
- Марін Гінкль — Роуз Вайсман

### Другорядний склад
- Кевін Поллак — Мойше Мейзел
- Керолайн Аарон — Ширлі Мейзел
- Руфус Сьюелл — Деклан Гавелл
- Люк Кірбі — Ленні Брюс
- Бейлі де Янг — Імоджен Клірі

## Відгуки
На сайті Rotten Tomatoes 1-й сезон отримав рейтинг 96 % на основі 67 оглядів з середнім рейтингом 8,2/10. Консенсус такий: «Дивна місис Мейзел» — добра добавка до оригінальних пропозицій [серіалів] Amazon, розкручена грайливою, але гострою акторською грою Рейчел Броснаген.
У Metacritic серіал оцінений на 80 балів зі 100 за рецензіями 26 критиків, що вказує на «в цілому сприятливі відгуки».
Пілотний епізод був одним з найуспішніших в Amazon Video, досяг середнього глядацького рейтингу 4.9 (із 5). Огляд пілота в The Guardian похвалив «комбінацію діалогу Шерман-Палладіно і чарівності Броснаген», тоді як AV Club похвалив «видатну» роботу художників і сказав: «Цей серіал такий же впевнений, як і його героїня, і яка ж вона героїня. Мідж вже багатошарова, суперечлива, весела і чарівна». Критик для Slate назвав епізод «нокаутом», заявивши, що елемент стендапу відкриває струмінь напрямку, як словесний, так і тематичний, в чарівній, але маніакальній роботі Шерман-Палладіно. Після неймовірного успіху 3-х сезонів Амазон вирішив продовжити співпрацю з авторами в наступному 4-му сезоні.